# HSCV Mustangs
HSCV Mustangs is een honkbalvereniging uit Venlo. De senioren spelen in de 4e klasse N, de junioren in de 3e klasse E en de aspiranten in de 3e klasse N. 